# Bàm bàm
Bàm bàm (danh pháp hai phần: Entada phaseoloides) là một loài thực vật có hoa trong họ Đậu. Loài này được (L.) Merr. miêu tả khoa học đầu tiên. Tại Việt Nam, cây này gọi là Bàm bàm và hạt của nó hay được gọi là trái tràm.

## Hình ảnh

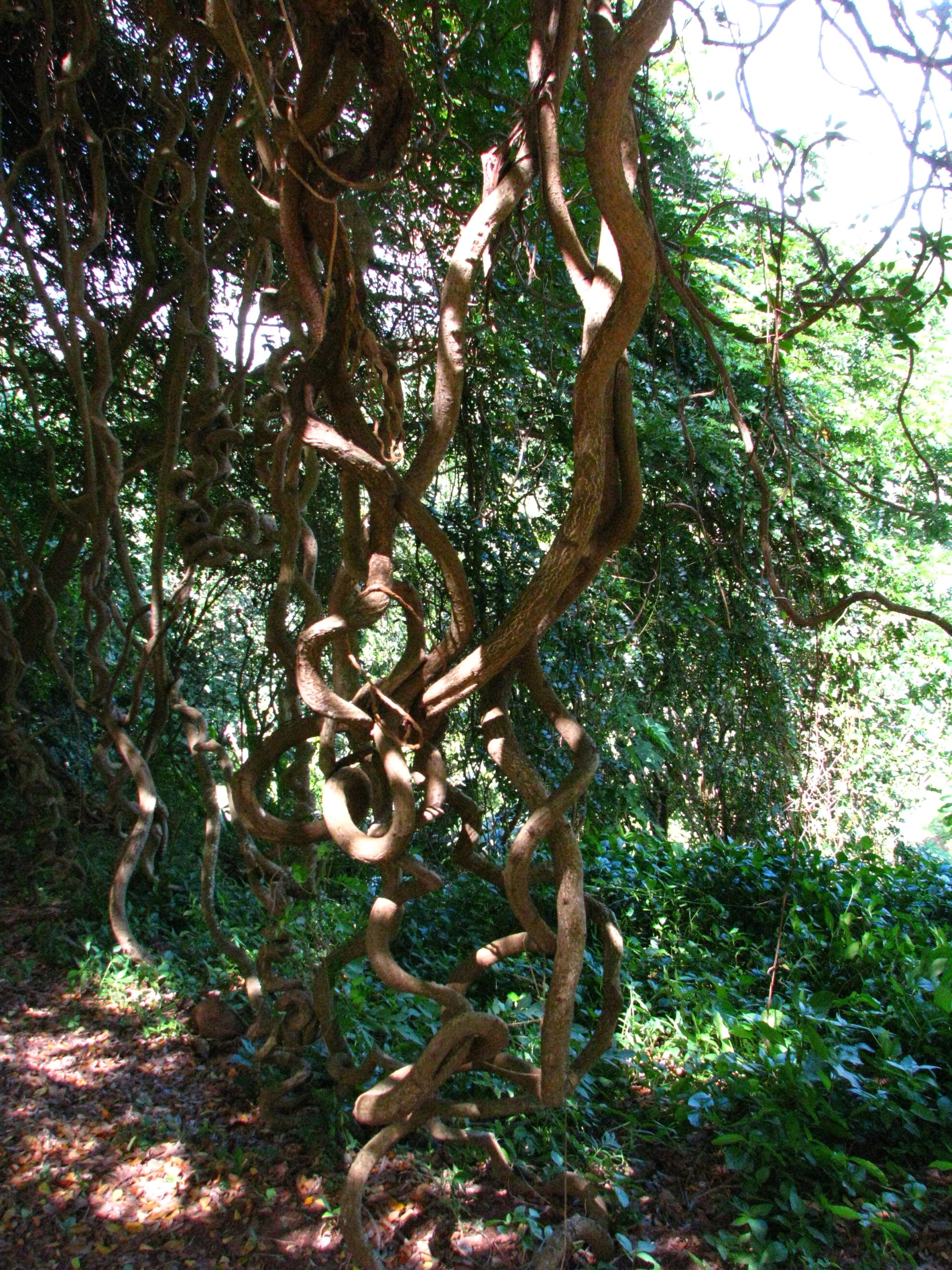
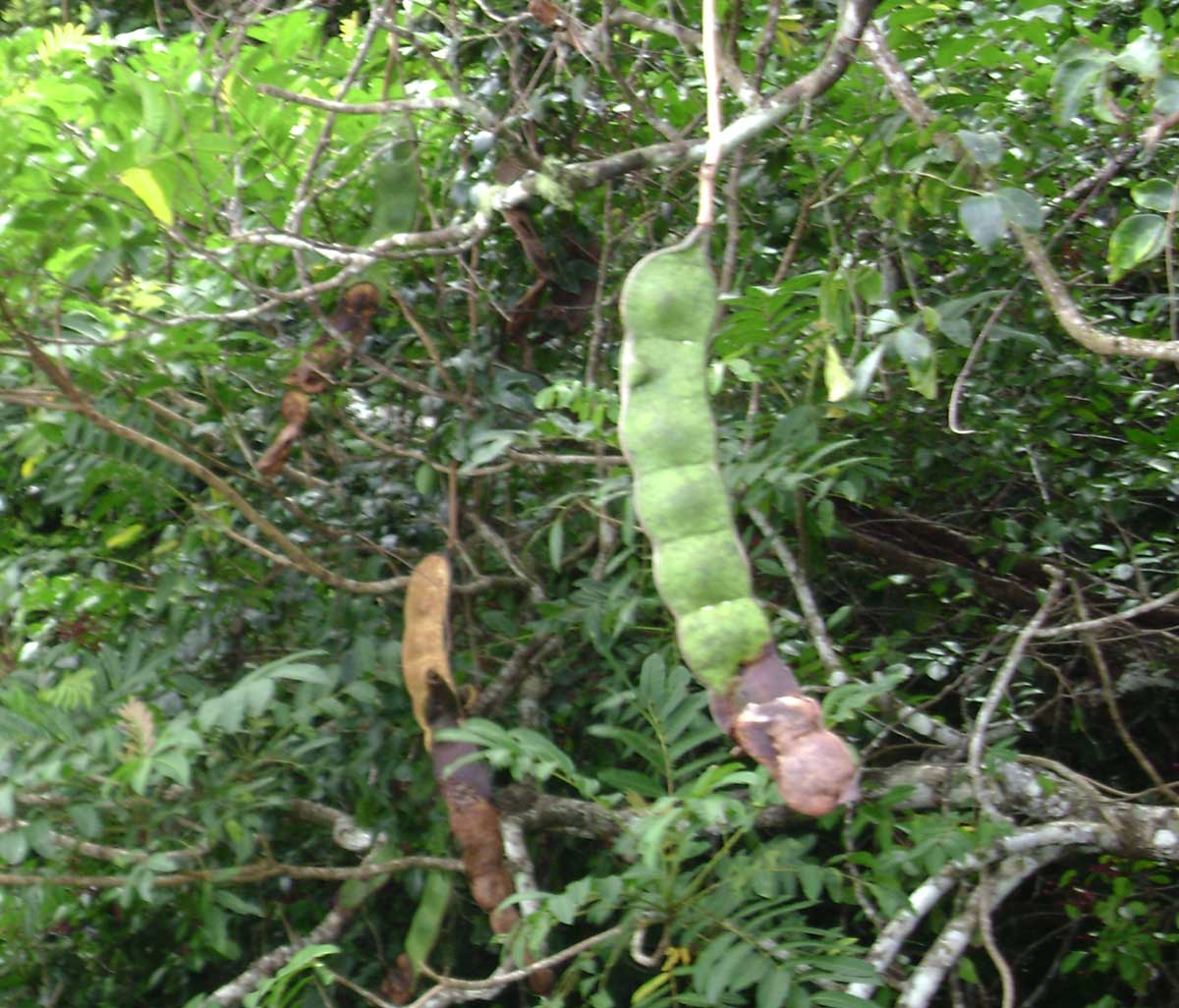
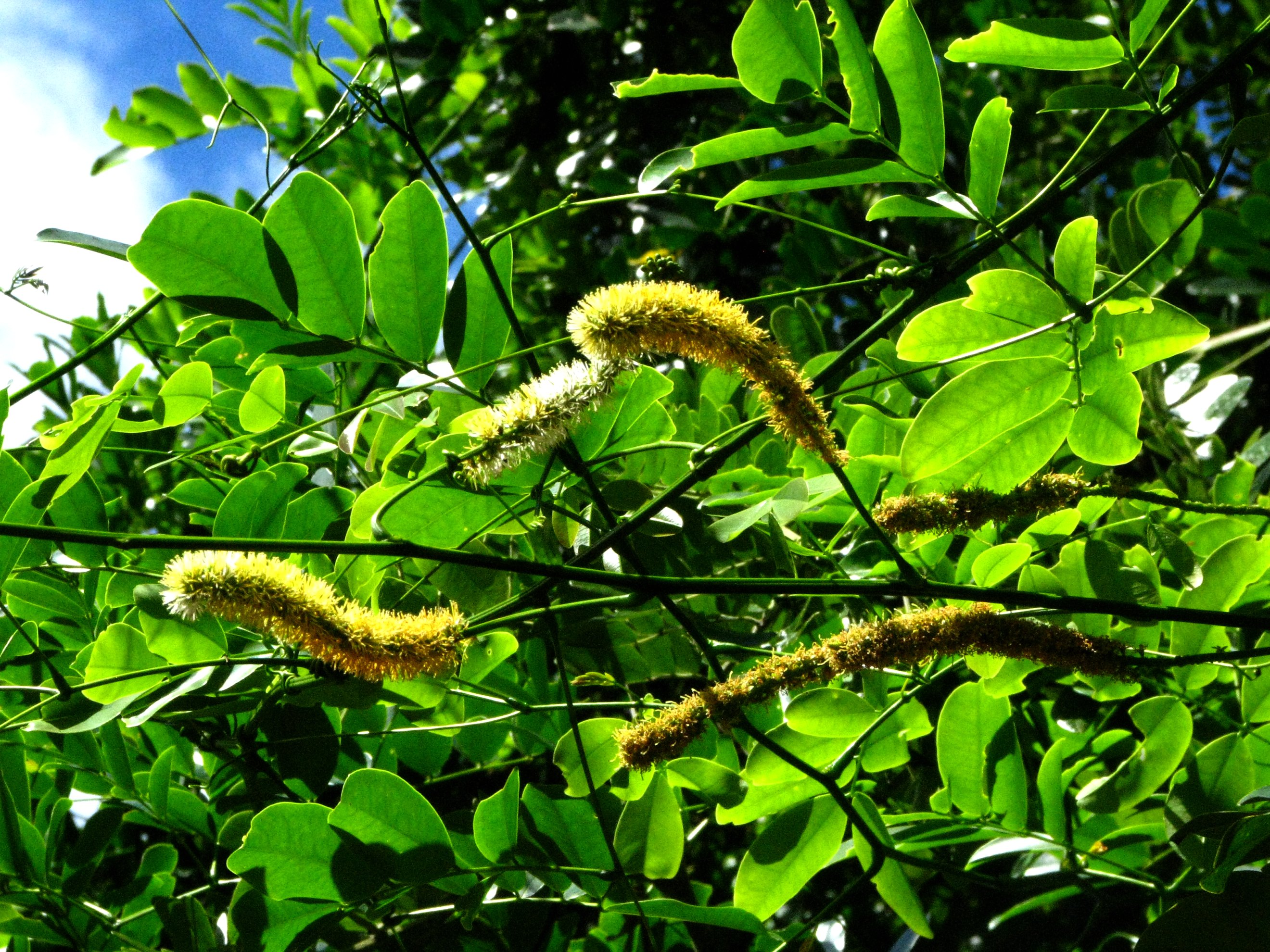
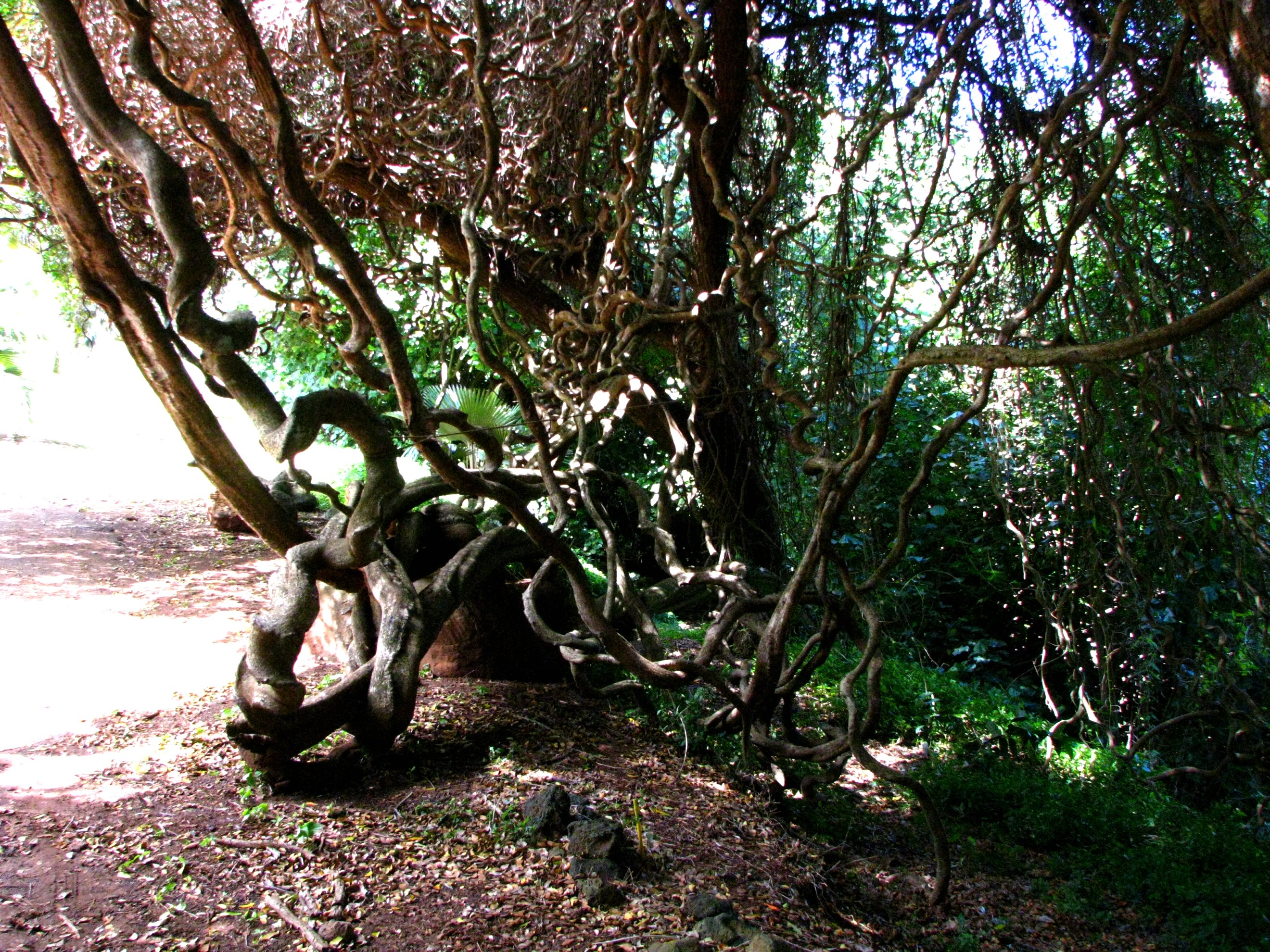